# Hans Jenssen
Hans Jenssen (* 1963 in Kopenhagen) ist ein technischer Zeichner und Illustrator. Gemeinsam mit Richard Chasemore wurde er von Dorling Kindersley engagiert, um an einer Reihe Star-Wars-Sachbüchern zu arbeiten.

## Leben
Als Kind eines norwegischen Vaters und einer holländischen Mutter zog er in jungen Jahren nach Devon, England, und studierte dort Grafikdesign. Er spezialisierte sich auf technische Illustration und verlegte sich danach komplett auf Risszeichnungen und Explosionszeichnungen, wodurch er Engagements für zahlreiche Projekte bekam, darunter für Luft- und Raumfahrtunternehmen. Kindersley wandte sich später an den Star-Wars-begeisterten Jenssen, der etliche Illustrationen zu Sachbüchern anfertigte.

## Illustrationen
- Rettungsfahrzeuge. Faszinierende Technik für Notfälle. Gondrom, Bindlach 1997, ISBN 3-8112-1535-3
- Jets. Faszinierende Düsenflugzeuge. Gondrom, Bindlach 1997, ISBN 3-8112-1540-X
- Star Wars. Episode I. Die Risszeichnungen. vgs, Köln 1999, ISBN 3-8025-2702-X
- Star Wars. Angriff der Klonkrieger. Die Risszeichnungen. vgs, Köln 2002, ISBN 3-8025-2893-X
- Star Wars. Alle Welten und Schauplätze. Heel Verlag, Königswinter 2005, ISBN 3-89880-531-X
- Die Welten der Star-Wars-Trilogie. Heel Verlag, Königswinter 2005, ISBN 3-89880-405-4
- Star Wars. Die Rache der Sith. Die Risszeichnungen. vgs Egmont, Köln 2005, ISBN 3-8025-3440-9
- Star Wars. Episoden I-VI. Das Kompendium. Die Risszeichnungen. vgs Egmont, Köln 2007, ISBN 978-3-8025-3607-6
- Star Wars. The Clone Wars. Raumschiffe und Fahrzeuge. Dorling Kindersley, München 2012, ISBN 978-3-8310-2134-5
- Star Wars. Raumschiffe und Fahrzeuge. Alle technischen Details im Aufriss. Dorling Kindersley, München 2014, ISBN 978-3-8310-2481-0
- Halo – Warfleet: Die Flotte des Halo-Universums. Egmont Schneiderbuch, Köln 2017, ISBN 978-3-505-14045-7